# Adamea
Adamea là chi thực vật có hoa trong họ Mua.